# Rietumu-Delfin/Saison 2014
Dieser Artikel listet Erfolge und Fahrer des Radsportteams Rietumu-Delfin in der Saison 2014 auf.

## Erfolge in der UCI Europe Tour
In den Rennen der Saison 2014 der UCI Europe Tour gelangen die nachstehenden Erfolge.
| Datum    | Rennen                                           | Kat. | Sieger           |
| -------- | ------------------------------------------------ | ---- | ---------------- |
| 27. Juni | Lettische Meisterschaft – Einzelzeitfahren (U23) | CN   | Krists Neilands  |
| 29. Juni | Lettische Meisterschaft – Straßenrennen          | CN   | Andris Vosekalns |

## Zugänge – Abgänge
| Zugänge                    | Team 2013                       | Abgänge                    | Team 2014                            |
| -------------------------- | ------------------------------- | -------------------------- | ------------------------------------ |
| Emīls Liepiņš              | Alpha Baltic-Unitymarathons.com | Krisjanis Beitans          | Alpha Baltic-Unitymarathons.com      |
| Andžs Flaksis              | Bontrager Cycling Team          | Sandis Eislers             | Alpha Baltic-Unitymarathons.com      |
| Edgaras Kovaliovas         | Neoprofi                        | Lars Pria                  | Bike Aid-Ride for Help               |
| Sjarhej Papok              | Neoprofi                        | Toms Skujinš               | Hincapie Sportswear Development Team |
| Andrejs Podans (ab 01.08.) | Neoprofi                        | Ivars Prokofjevs           | Unbekannt                            |
|                            |                                 | Reijo Puhm                 | Unbekannt                            |
|                            |                                 | Peeter Tarvis (bis 02.06.) | Unbekannt                            |

## Mannschaft
| Name               | Geburtstag       | Nationalität |
| ------------------ | ---------------- | ------------ |
| Uldis Alitis       | 25. Juli 1983    | Lettland     |
| Armands Bēcis      | 16. Januar 1991  | Lettland     |
| Andžs Flaksis      | 18. März 1991    | Lettland     |
| Edgaras Kovaliovas | 25. Februar 1989 | Litauen      |
| Emīls Liepiņš      | 29. Oktober 1992 | Lettland     |
| Krists Neilands    | 18. August 1994  | Lettland     |
| Sjarhej Papok      | 6. Januar 1988   | Belarus      |
| Andrejs Podans     | 23. Januar 1995  | Lettland     |
| Peeter Pruus *     | 16. Juli 1989    | Estland      |
| Andris Smirnovs    | 6. Februar 1990  | Lettland     |
| Dimitri Sorokin    | 6. Juni 1982     | Russland     |
| Andris Vosekalns   | 26. Juni 1992    | Lettland     |

* suspendiert